# Ligne de Talvivaara
La ligne de Talvivaara (finnois : Talvivaaran rata), est une ligne de chemin de fer desservant la mine de nickel de Talvivaara à Kajaani et Kajaani en Finlande.

## Infrastructure
La ligne de la mine de Talvivaara bifurque de la ligne de Iisalmi à Kontiomäki à la gare de Murtomäki.
La longueur de la voie principale desservant les besoins de transport de la mine est de 24 kilomètres. 
La voie est à voie unique, électrifiée, télécommandée et équipée d'un contrôle d'accès.
La ligne compte trois ponts : Viitapuro près de Talvivaara, Kettupuro au milieu de la ligne et Katajapuro près de Murtomäki. 
Les passages à niveau de Talvivaara sont Haukimäki, Luotomäki, Karsikkosuo, Juutislampi, Sänkiaho, Haukijoki, Lintusuo, Hirsikynnös et Murtomäki. 
La ligne a un dénivelé de 80 mètres sur une distance de 16 kilomètres. 
La masse maximale autorisée par essieu sur la voie est de 25 tonnes, la vitesse maximale du train est de 80 km/h et la longueur du train est de 725 mètres. 
La voie a 1 640 traverses en béton par kilomètre, l'espacement des traverses est de 61 centimètres.
Les rails de 50 mètres sont soudés avec ce qu'on appelle en utilisant la méthode de soudage par résistance pour les rendre continus. 
La voie a un total de 400 poteaux électriques de 8,7 mètres de haut constitués de structures en treillis d'acier, la caténaire est à une hauteur d'environ 6,15 mètres de l'arrière du rail.
Un système de pesée de wagon a été construit sur la voie à 1,5 kilomètre de Talvivaara en direction de Murtomäki.

## Histoire
La filiale Talvivaara Infrastructure Oy de Talvivaara Projekti Oy et Oy VR-Rata Ab (maintenant VR Track) ont signé une lettre d'intention pour la construction de la ligne minière en novembre 2007 et un contrat en janvier 2008.
La ligne a été réalisée par des sous-traitants et la construction de la voie a été repartie en quatre lots de terrassement, ou MRU. 
La MRU 1 a été sous-traitée par NCC Roads (en), la MRU 2 par Destia Oy, et les MRU 3 et 4 ont été construites par Maanrakennus Kamara Oy.
L'estimation du coût de la construction, y compris les chantiers miniers, était d'environ 50 millions d'euros, il s'agissait donc du plus gros contrat unique de l'histoire de VR-Rata. 
La voie ferrée a été construite dans le même corridor que la ligne électrique achevée en 2007, mais plus de 100 hectares de nouveaux terrains ont été nécessaires pour la voie ferrée.
Environ 600 000 mètres cubes de roche ont été extraits sur la voie ferrée, ce qui a nécessité 440 tonnes d'explosifs. 
La quantité totale de transports de masse terrestre était d'environ 2,2 millions de mètres cubes. Environ 300 000 mètres cubes d'agrégats ont été amenés d'ailleurs sur le site de la voie, environ 120 000 tonnes d'agrégats de voie ont été utilisées pour la voie.
Au total, la construction de la voie a nécessité environ 150 années-hommes. Les sections du contrat employaient un maximum d'environ 200 personnes, 200 unités d'engins de terrassement et cinq stations de concassage. 
Après l'achèvement des travaux de construction commencés en février 2008, la voie a été ouverte à la circulation en septembre 2009. 
Les aiguillages avaient été installés sur la ligne principale le 3 août (nord) et le 10 août (sud) 2008.